# Сосновый бор (Северо-Казахстанская область)
Сосновый бор — хорошо сохранившееся искусственное насаждение сосны в Северо-Казахстанской области, созданное в 1905 году в Соколовской ГЛД Сосновского лесничества, ЛХПП (на базе бывшего Полудинского лесхоза), памятник природы республиканского значения (1986). Общая площадь посадки 26,0 га.
Посадка осуществлена на межколочных открытых территориях на чернозёмах обыкновенных по сплошной обработке почвы. В настоящее время деревья характеризуются высоким качеством стволов. Средний диаметр 18—24 см. Средняя высота 16—20 м. Научная ценность памятника природы состоит в том, что Сосновый бор является эталоном для решения вопросов, связанных с увеличением площадей сосновых лесов в области за счёт облесения непокрытых лесом территорий.